# Saint-Julien (Côtes-d’Armor)
Saint-Julien település Franciaországban, Côtes-d’Armor megyében. Lakosainak száma 2072 fő (2022. január 1.). Saint-Julien Ploufragan, Plaine-Haute, Plaintel és Plédran községekkel határos.

## Népesség
A település népessége az elmúlt években az alábbi módon változott:
| Lakosok száma | 738  | 1508 | 1747 | 1881 | 2063 | 2062 | 2050 | 2029 | 2046 | 2072 |
|               | 1968 | 1982 | 1990 | 2006 | 2013 | 2015 | 2017 | 2019 | 2020 | 2022 |